# Tom Ritchey
Tom Ritchey (né en 1956) est un cycliste, designer et fabricant de vélos américain. Il est le fondateur de l'entreprise Ritchey Design. Il est un pionnier dans le domaine de la conception de vélo tout terrain en Amérique du Nord.
En 1988, il est introduit au Mountain Bike Hall of Fame, puis au United States Bicycling Hall of Fame en 2012.

## Biographie
En 1963, la famille de Tom Ritchey déménage à Menlo Park, en Californie, alors que son père est engagé comme ingénieur chez Ampex, une compagnie d'électronique. Ritchey affirme que son intérêt pour le vélo a grandement été suscité par celui de son père. Ainsi, à l'âge de 11 ans, son père lui enseigne comment construire ses propres roues ainsi que la réparation de pneus tubulaires. Ritchey profite de ces compétences pour démarrer une petite entreprise de réparation qui lui permet d'acheter son premier vélo de route : un Raleigh Super Corsa.
À l'âge de 14 ans, Ritchey rejoint le Belmont Bicycle Club (BBC) et commence à faire de la compétition.